# エアトレイン (サンフランシスコ国際空港)
エアトレイン（英: AirTrain）は、サンフランシスコ国際空港 (SFO) にて運行されている全自動無人運転車両システム (APM) である。
当路線は、4億3,000万ドル (US$) の建設費用でボンバルディアによって建設された空港内シャトル路線であり、2003年2月24日に開業した。2路線がともに24時間運行されており、総路線距離は10kmである。
全ての車両で、車椅子でも利用でき、賃貸移動カートを乗せることが可能である。
車両はカナダモントリオールのボンバルディア製Innovia APM 100車両を38両保有・運用している。同型車両はタンパ、デンバー、アトランタ、オークランド、シアトル＝タコマ、ヒューストンおよびマドリードの国際空港でも使用されている。

## 路線および駅一覧

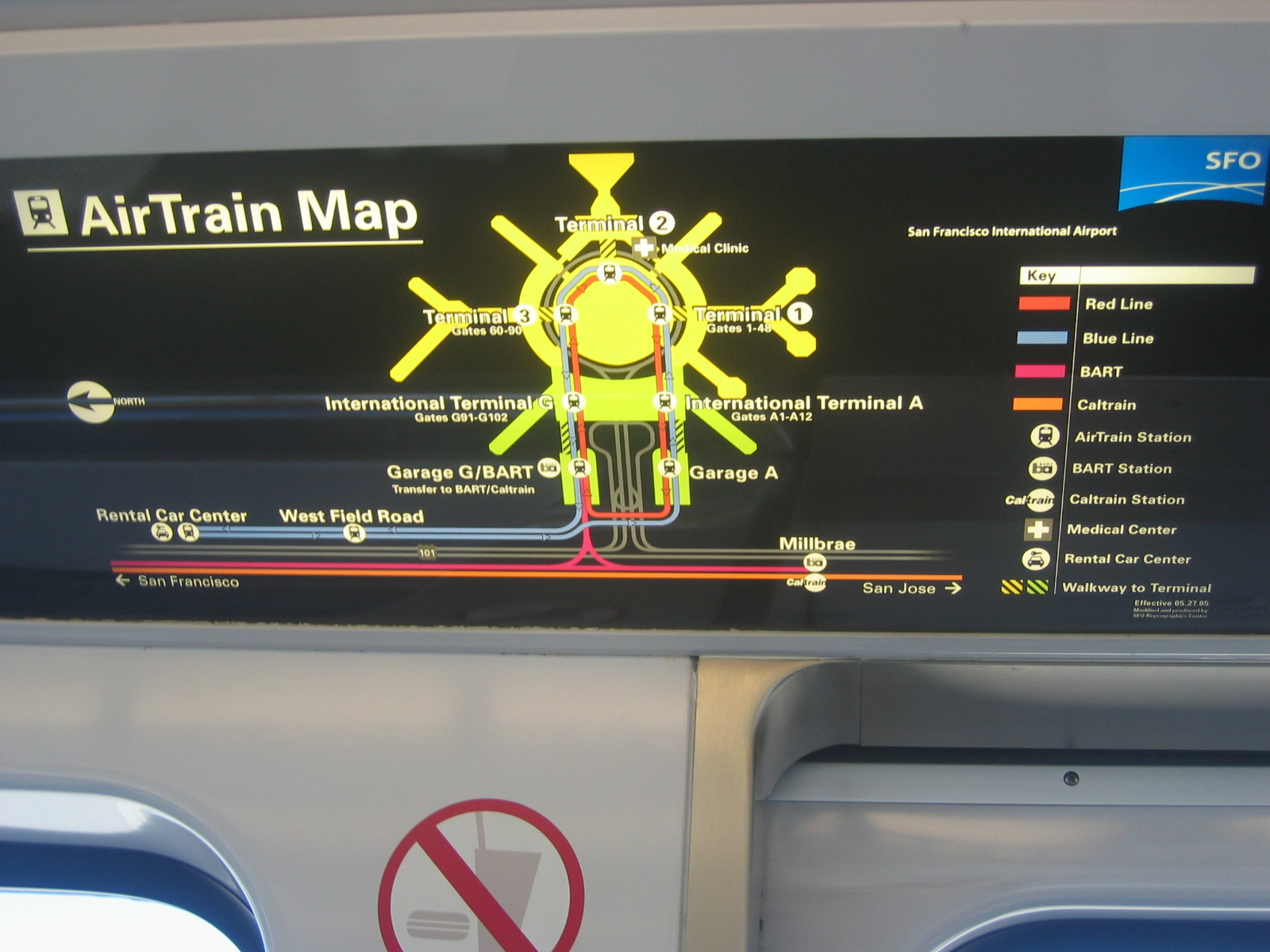
エアトレイン車内のシステム・マップ

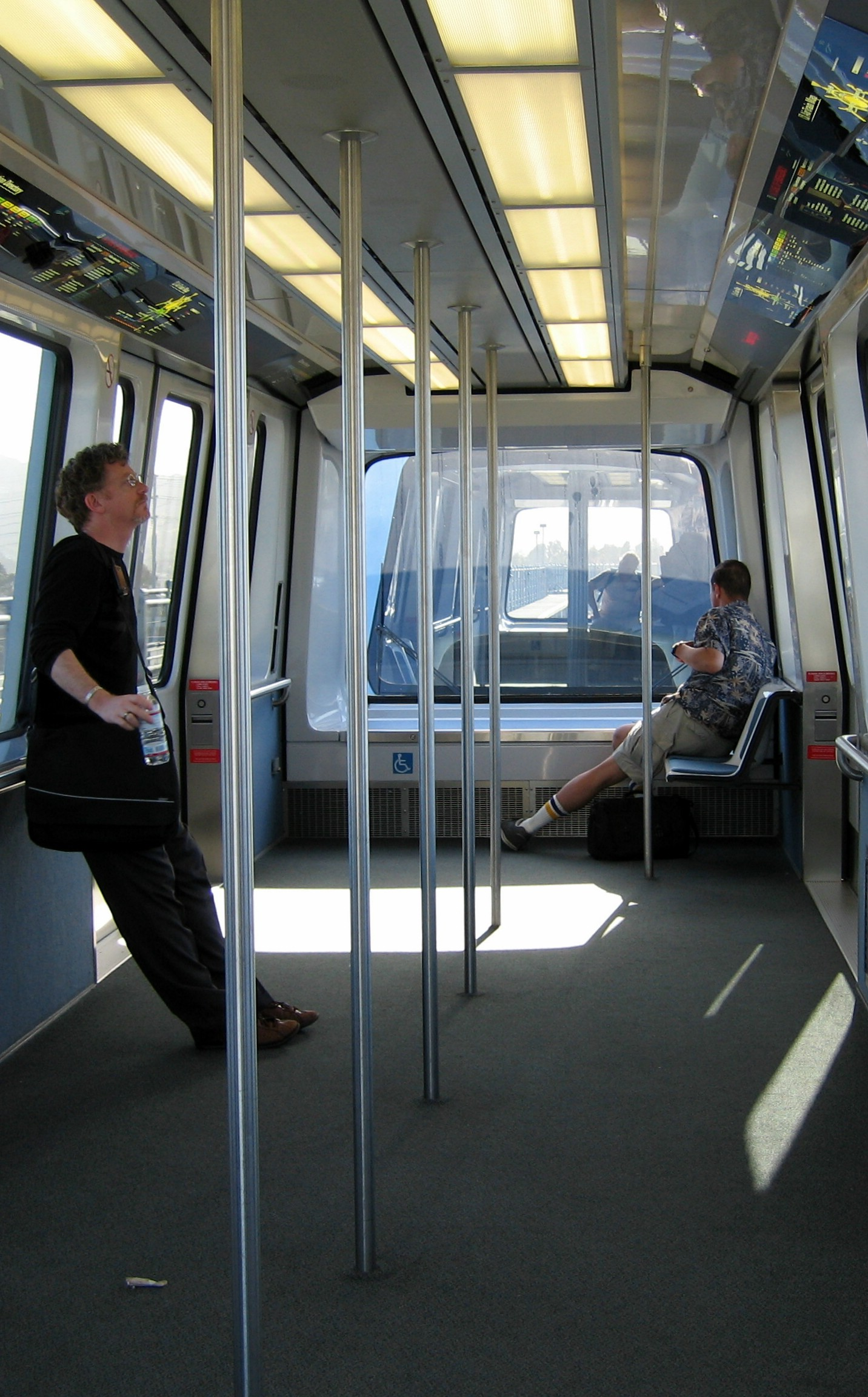
エアトレインの内装

エアトレインは、レッド線およびブルー線の2つの路線で運行されており、両方とも2.5分間隔で運行している。
- レッド線は、ガレージG駅を起点にガレージA駅を終点とする時計回りの環状線を環状運転しており、所要時間は約9分である。
- ブルー線は、逆の順番で同じ駅を取り扱い、かつウェスト・フィールド・ロードおよびレンタル・カー・センターにも進行する、反時計回りの環状線を移動しており、往復に約19分かかる。

旅客がエアトレインに乗らずに徒歩でレンタル・カー・センターにアクセスする場合、徒歩で約25分かかる。そのため、旅客がレンタル・カー・センターにアクセスするためには、エアトレインに乗る必要がある。
エアトレインは、SFOの駐車場から空港へ向かう路線が存在しない。そのため駐車場から空港にアクセスするためには、無料シャトルバスを利用する必要がある。
レンタル・カー・センター駅の終端から、空港の駐車場までは約550mしか離れておらず、もし建設に必要な資金を調達することができた場合、将来的に当路線が駐車場まで拡張される予定である。
2013年12月現在、既存の駐車場の直ぐ南にさらなる駐車場の建設が進行中である。この新しい駐車場は、将来のエアトレイン延伸に対応している。
そのため、空港は建設費用が全体で8,500万ドル (US$) がかかると予想されるエアトレイン拡張の建設のために、サンフランシスコの市および郡から6,770万ドル (US$) の予算を求めている。
エアトレインの運賃は無料である。
これは、レンタカー会社によって請求される20USドルの「空港使用料」に運賃が含まれているからである。
| 駅名                         | 路線              | 備考 |
| ---------------------------- | ----------------- | --- |
| ガレージA                    | レッド線 ブルー線 | - 国際線駐車場 |
| 国際線ターミナルA            | レッド線 ブルー線 | - ボーディング・エリア A (ゲート A1-A12)                                                                                                 |
| ターミナル1                  | レッド線 ブルー線 | - 国内線駐車場 - ボーディング・エリア B (ゲート 20-36) - ボーディング・エリア C (ゲート 40-48)                                           |
| ターミナル2                  | レッド線 ブルー線 | - 国内線駐車場 - ボーディング・エリア D (ゲート 50-59)                                                                                   |
| ターミナル3                  | レッド線 ブルー線 | - 国内線駐車場 - ボーディング・エリア E (ゲート 60-67) - ボーディング・エリア F (ゲート 68-90)                                           |
| 国際線ターミナルG            | レッド線 ブルー線 | - ボーディング・エリア G (ゲート G91-G102)                                                                                               |
| ガレージG / BART             | レッド線 ブルー線 | - 国際線駐車場 - エアポートBART駅でベイ・エリア・ラピッド・トランジット (BART) に乗り換え - ミルブレー駅でBART経由カルトレインに乗り換え |
| ウェスト・フィールド・ロード | ブルー線          | - 貨物航空会社施設 - アメリカ合衆国郵便公社                                                                                              |
| レンタル・カー・センター     | ブルー線          | - 大部分がカー・レンタル会社へのアクセス - 追加のオフ空港レンタル会社へのシャトルに乗り換え                                              |

国際線ターミナルのエアトレインの駅は、メインホールの両端のチケット販売より1つ上の階に位置している。
ターミナル1、ターミナル2およびターミナル3の駅は、国内線駐車場の5階にあり、かつセキュリティチェックポイントB、セキュリティチェックポイントDおよびセキュリティチェックポイントFの近くよりアクセスすることができる。